# En kväll i New York

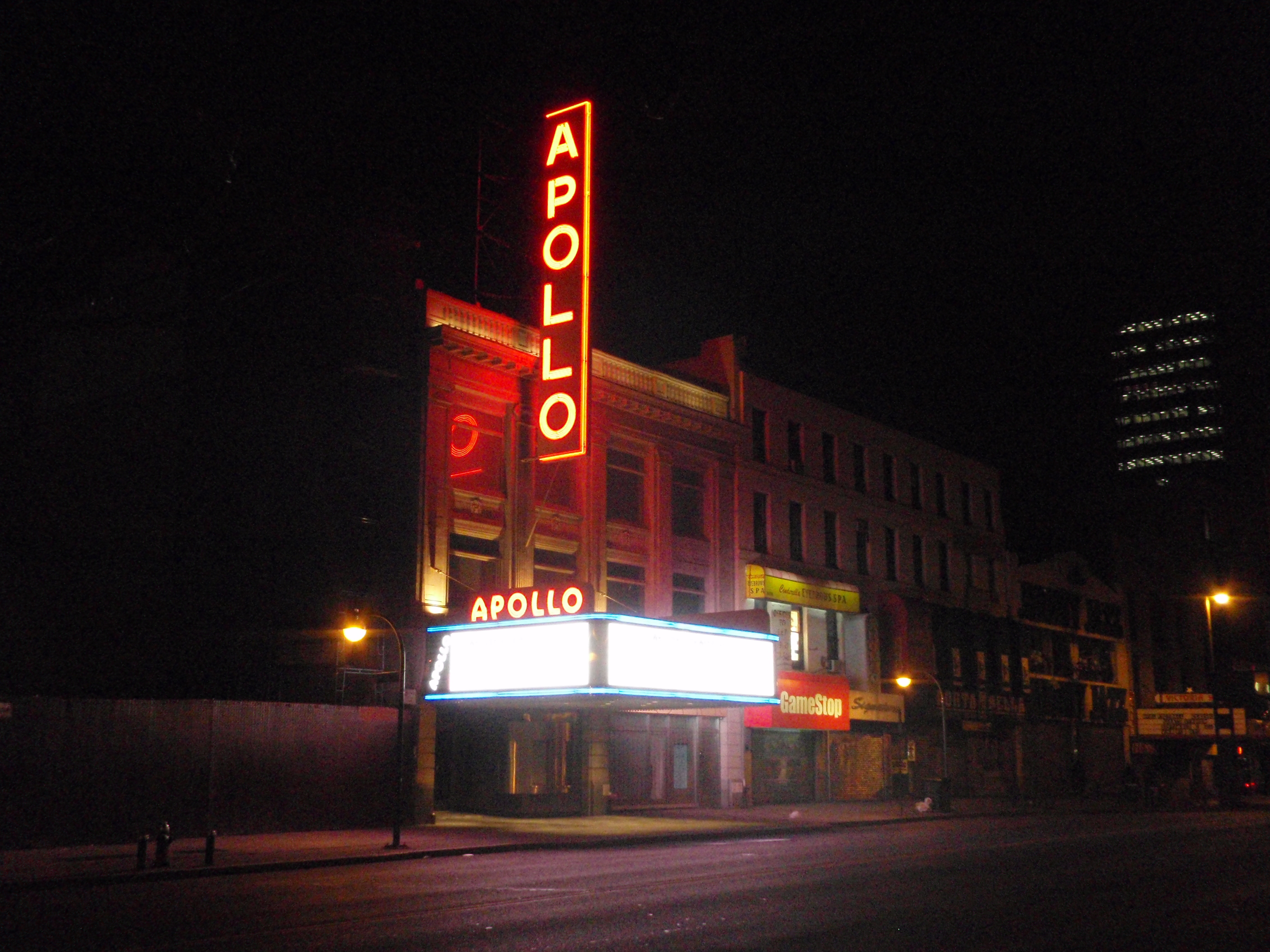
Apollo Theater 2010

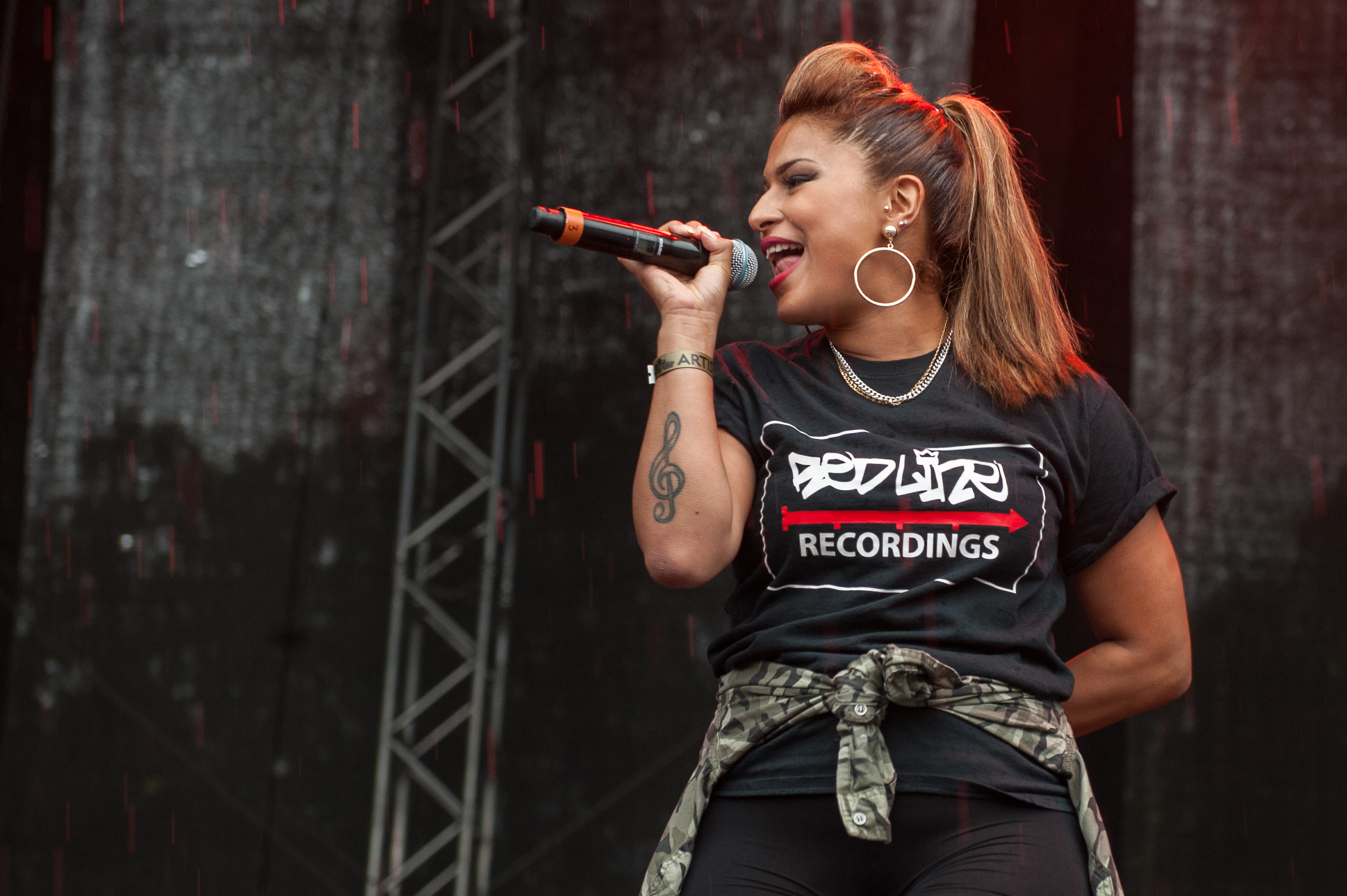
Linda Pira var en av de medverkande i serien. Foto från Way Out West 2014

En kväll i New York är en svensk musikserie i fyra delar som sänts på SVT. I serien reser de svenska artisterna Zara Larsson, Darin, Oscar Zia, Sarah Dawn Finer, Titiyo, Charlotte Perrelli, Andreas Lundstedt, Niklas Strömstedt, Andreas Johnson, Roger Pontare, Molly Sandén, Linda Pira och Sabina Ddumba till New York för att framföra en låt på anrika Apollo Theater i Harlem.